# Javier Pinola
Javier Horacio Pinola ou simplesmente Pinola (Olivos, 24 de Fevereiro de 1983) é um ex-futebolista argentino que atuava como zagueiro. 

## Seleção Nacional
Sub-20
Com o sub-20 da Argentina, ele venceu a categoria sul-americana em 2003. Nesse torneio, marcou um gol contra o Paraguai no empate em 1 a 1.

## Carreira
Chacarita Juniors
Pinola começou sua carreira no CA Chacarita Juniors, em 2000.
Atlético De Madrid
Após Pinola se destacar no CA Chacarita Juniors, chamou a atenção do Atlético De Madrid, que o contratou em 2002, onde permaneceu até 2004.
Racing Club
Após sair do Atlético De Madrid, voltou para a Argentina, desta vez para jogar no Racing Club. Ficou 1 Ano, saindo em 2005.
1. FC Nürnberg
Ao Sair Do Racing, Pinola voltou para a Europa, indo até a Alemanha, para defender as cores do 1. FC Nürnberg
.Clube pelo qual Pinola fez história, ficando de 2005 até 2015 e se tornando ídolo da torcida. Neste tempo, além de boas atuações, Pinola venceu uma Copa Da Alemanha.
Rosário Central
Javier Pinola elencou o Rosário Central, voltando para a Argentina depois de 10 anos. Assim, fez parte do grupo que disputou diversas competições, entre elas a Copa Libertadores de 2016, onde o Rosário Central fez boa campanha.
Ainda em 2016, Pinola deixou os torcedores do time de Rosario indignados por dizer publicamente que queria jogar pelo River Plate. Na época, um grupo de hinchas canallas pichou a frase 'Pínola traidor' na fachada da escola onde estudavam os filhos do jogador, assim como incendiaram várias viaturas nas imediações do colégio.
River Plate
Após os acontecidos, Pinola foi para o River Plate, clube no qual joga até hoje. 
No River, tornou-se ídolo pelo fato de, além de se declarar torcedor dos Millionarios, conquistar a Copa Libertadores Da América de 2018, sendo titular absoluto e fazendo uma bela dupla de zaga com Jonatan Maidana.
Em 2019, Pinola ficou conhecido no Brasil por falhar no segundo gol do Flamengo, não conseguindo marcar o autor do gol Gabriel Barbosa no lance que definiu o título rubro negro, na vitória brasileira por 2 x 1 na Final da Copa Libertadores Da América De 2019.

## Títulos
1. FC Nürnberg
- Copa da Alemanha: 2007

River Plate
- Copa Argentina: 2016–17, 2018–19
- Supercopa Argentina: 2017
- Copa Libertadores da América: 2018
- Recopa Sul-Americana: 2019
- Campeonato Argentino: 2021
- Trofeo de Campeones: 2021

Seleção Argentina
- Copa Sul-americana sub 20: 2003